# Bialbero di Casorzo
Il Bialbero di Casorzo si trova tra Grana Monferrato e Casorzo in Piemonte, Italia. È un gelso su cui è cresciuto un ciliegio. Il ciliegio si erge ben al di sopra del gelso su cui si trova.
Gli alberi epifiti non sono insoliti, ma normalmente raggiungono dimensioni ridotte e hanno una vita breve, poiché normalmente non c'è abbastanza humus e spazio disponibile dove crescono.
Grandi epifiti come questo richiedono che "l'albero superiore" abbia una connessione tra le sue radici e il terreno, ad esempio attraverso un tronco cavo.